# Il est difficile d'être un dieu (film)
Pour plus de détails, voir Fiche technique et Distribution.
Il est difficile d'être un dieu (Трудно быть богом, Trudno byt' bogom) est un film russe réalisé par Alexeï Guerman, sorti en 2013. C'est l'adaptation du roman du même nom d'Arcadi et Boris Strougatski paru en 1964.

## Synopsis
La planète Arkanar est une planète similaire à la Terre mais en retard d'environ 800 ans : Arkanar est restée au Moyen Âge, les premiers signes d'une Renaissance ont été écrasés, les « raisonneurs » qui en faisaient partie sont tués les uns après les autres, notamment par l'armée des « Gris ». 
Don Rumata, qui serait le bâtard d'un dieu, part à la recherche d'un des raisonneurs.

## Fiche technique
- Titre original : Трудно быть богом, Trudno byt' bogom
- Titre français : Il est difficile d'être un dieu
- Réalisation : Alexeï Guerman
- Scénario : Alexeï Guerman et Svetlana Karmalita d'après le roman d'Arcadi et Boris Strougatski
- Production : Sever Studio, Lenfilm
- Pays d'origine : Russie
- Format : Noir et blanc - 35 mm - 1,85:1 - Dolby Digital
- Genre : science-fiction
- Durée : 170 minutes
- Dates de sortie :
  -  Italie : 13 novembre 2013 (Festival international du film de Rome)
  -  Russie : 27 février 2014
  -  France : 18 octobre 2014 (Festival international du film de La Roche-sur-Yon)

## Distribution
- Leonid Iarmolnik : Don Rumata
- Dmitri Vladimirov
- Laura Lauri
- Valentin Goloubenko (ru) : Arata
- Youri Tsourilo : Don Pampa
- Evgueni Gertchakov (ru) : Budakh
- Alexandre Tchoutko : Don Reba
- Oleg Botine : Bucher

## Prix
- 28e cérémonie des Nika :
  - meilleur film
  - meilleur réalisateur
  - meilleur acteur pour Leonid Iarmolnik

### Lien connexe
- Un dieu rebelle, version de 1989, par Peter Fleischmann, de la même œuvre.